# Albert Séguin
Albert Séguin (Vienne, 8 de marzo de 1891 — Villefranche-sur-Saône 29 de mayo de 1948) fue un gimnasta francés medallista olímpico. Compitió en los Juegos Olímpicos de París 1924 para la selección de Francia, y ganó una medalla de oro en salto de potro lateral y dos plateadas en escalado de cuerda y en la modalidad por equipos masculino. Fue la primera persona en alcanzar un puntaje de diez dos veces en una competición olímpica, por sus resultados perfectos en las modalidades en escalada de cuerda y salto de potro lateral.